# Damallsvenskan
Die Damallsvenskan ist die höchste Spielklasse im schwedischen Frauenfußball und wurde 1988 gegründet.
Rekordsieger mit 14 Titeln und amtierender Meister 2024 ist der FC Rosengård.

## Modus
Die jetzt vierzehn (seit 2022), zuvor zwölf Mannschaften treffen im Verlauf der Saison zweimal auf jede andere Mannschaft. Meister und Vizemeister nehmen in der folgenden Saison an der UEFA Women’s Champions League teil. Theoretisch können drei Mannschaften am Europapokal teilnehmen. Dies ist dann möglich, wenn ein schwedischer Verein die UEFA Women’s Champions League gewinnt, in der Damallsvenskan aber nicht einen der ersten beiden Plätze belegt. Die zwei letztplatzierten Mannschaften steigen in die Elitettan ab und werden durch den Meister und den Zweiten dieser Liga ersetzt. Die drittletzte Mannschaft hat Relegationsspiele zu absolvieren. Die Saison verläuft wie in Skandinavien üblich mit dem Kalenderjahr. Die Meistermannschaft erhält als Trophäe den Kronprinsessan-Victorias-Pokal.

## Teilnehmer Saison 2025
- FC Rosengård (Meister/Pokalsieger)
- BK Häcken FF
- Hammarby IF
- Kristianstads DFF
- IFK Norrköping DFK
- Piteå IF
- Djurgården Damfotboll
- Växjö DFF
- Linköpings FC
- Vittsjö GIK
- IF Brommapojkarna
- AIK Solna
- Malmö FF (Aufsteiger)
- Alingsås IF (Aufsteiger)

## Bisherige Titelträger

### Meister vor Einführung der Damallsvenskan
| - 1973: Öxabäck IF - 1974: Jitex BK - 1975: Öxabäck IF - 1976: Jitex BK - 1977: Jakobsbergs GoIF | - 1978: Öxabäck IF - 1979: Jitex BK - 1980: Sunnanå SK - 1981: Jitex BK - 1982: Sunnanå SK | - 1983: Öxabäck IF - 1984: Jitex BK - 1985: Hammarby IF - 1986: Malmö FF - 1987: Öxabäck IF |

### Meister der Damallsvenskan
| - 1988: Öxabäck IF - 1989: Jitex BK - 1990: Malmö FF - 1991: Malmö FF - 1992: Gideonsbergs IF - 1993: Malmö FF - 1994: Malmö FF - 1995: Älvsjö AIK - 1996: Älvsjö AIK - 1997: Älvsjö AIK - 1998: Älvsjö AIK - 1999: Älvsjö AIK - 2000: Umeå IK | - 2001: Umeå IK - 2002: Umeå IK - 2003: Djurgårdens IF/Älvsjö - 2004: Djurgårdens IF/Älvsjö - 2005: Umeå IK - 2006: Umeå IK - 2007: Umeå IK - 2008: Umeå IK - 2009: Linköpings FC - 2010: LdB FC Malmö - 2011: LdB FC Malmö - 2012: Tyresö FF - 2013: LdB FC Malmö | - 2014: FC Rosengård - 2015: FC Rosengård - 2016: Linköpings FC - 2017: Linköpings FC - 2018: Piteå IF - 2019: FC Rosengård - 2020: Kopparbergs/Göteborg FC - 2021: FC Rosengård - 2022: FC Rosengård - 2023: Hammarby IF - 2024: FC Rosengård |  |

## Erfolgreichste Vereine
| Titel | Verein                  | Saisons                                                                            |
| ----- | ----------------------- | ---------------------------------------------------------------------------------- |
| 14    | FC Rosengård a b        | 1986, 1990, 1991, 1993, 1994, 2010, 2011, 2013, 2014, 2015, 2019, 2021, 2022, 2024 |
| 7     | Umeå IK                 | 2000, 2001, 2002, 2005, 2006, 2007, 2008                                           |
| 6     | Jitex BK                | 1974, 1976, 1979, 1981, 1984, 1989                                                 |
| 6     | Öxabäck IF              | 1973, 1975, 1978, 1983, 1987, 1988                                                 |
| 5     | Älvsjö AIK              | 1995, 1996, 1997, 1998, 1999                                                       |
| 3     | Linköpings FC           | 2009, 2016, 2017                                                                   |
| 2     | Djurgården Damfotboll   | 2003, 2004                                                                         |
| 2     | Hammarby IF             | 1985, 2023                                                                         |
| 2     | Sunnanå SK              | 1980, 1982                                                                         |
| 1     | Gideonsbergs IF         | 1992                                                                               |
| 1     | Jakobsbergs GoIF        | 1977                                                                               |
| 1     | Tyresö FF               | 2012                                                                               |
| 1     | Piteå IF                | 2018                                                                               |
| 1     | Kopparbergs/Göteborg FC | 2020                                                                               |

### Rekordmeister
| - 1973 Öxabäck IF (1) - 1974 Jitex BK und Öxabäck IF (je 1) - 1975 Öxabäck IF (2) - 1976–1977 Jitex BK und Öxabäck IF (je 2) - 1978 Öxabäck IF (3) - 1979–1980 Jitex BK und Öxabäck IF (je 3) - 1981–1982 Jitex BK (4) - 1983 Jitex BK und Öxabäck IF (je 4) - 1984–1986 Jitex BK (5) - 1987 Jitex BK und Öxabäck IF (je 5) - 1988 Öxabäck IF (6) - 1989–2006 Jitex BK und Öxabäck IF (je 6) - 2007 Jitex BK, Öxabäck IF und Umeå IK (je 6) - 2008–2010 Umeå IK (7) - 2011–2012 Umeå IK und LdB FC Malmö (je 7) - 2013 LdB FC Malmö (8– ) | - 1988 Öxabäck IF (1) - 1989 Jitex BK und Öxabäck IF (je 1) - 1990 Jitex BK, Öxabäck IF und Malmö FF (je 1) - 1991–1997 Malmö FF (2–4) - 1998 Malmö FF und Älvsjö AIK (je 4) - 1999–2005 Älvsjö AIK (5) - 2006 Älvsjö AIK und Umeå IK (je 5) - 2007–2012 Umeå IK (6–7) - 2013 Umeå IK und LdB FC Malmö 1 (je 7) - 2014–? FC Rosengård 2 (8–14) |